# 李元平
李 元平（り げんへい、生没年不詳）は、唐の宗室。

## 経歴
はじめ湖南観察使の蕭復の判官をつとめ、大理寺評事に試用された。性格は荒っぽく傲慢で、大言壮語し、兵を論じるのを好んだ。このため関播に重んじられた。建中3年（782年）、淮西節度使の李希烈が反乱を起こした。汝州は反乱地域と接する要地であったが、汝州刺史の韋光裔が懦弱で任に耐えなかったことから、徳宗は新たな汝州刺史を選抜させようとした。元平は宰相の関播に推薦されて、徳宗の召見を受け、左補闕に抜擢された。数日後、検校吏部郎中・汝州別駕を加えられ、知汝州事とされた。建中4年（783年）1月、元平は汝州に到着して10日ほどで、李希烈の部将の李克誠に数百騎で城中に突入されて捕らえられ、汝州も陥落した。元平は李希烈により御史中丞として任用された。ほどなく李希烈の宰相に取り立てられた。貞元2年（786年）、李希烈が死去すると、元平は珍州に流された。赦令を受けて剡県に帰ることができたが、浙東観察使の皇甫政の上表が長安に届くと、徳宗は怒り、元平は再び賀州に流された。後に死去した。

## 伝記資料
- 『旧唐書』巻130 列伝第80
- 『新唐書』巻151 列伝第76